# 舆论
舆论，或称民意（英語：Public opinion），其定义非常多样化，人们都意识到舆论的重要性，但是对于什么是舆论却从来没有达成一致的意见，就和其它社会科学一样，舆论学对舆论的定义决定了舆论学的发展。

## 定義
對於「輿論」的一种定义是：「在一定社会范围内，消除个人意见差异，反映社会知觉和集合意识的、多数人的共同意见。」。相關定义中，最关键的讨论在於舆论的本体是“意见”还是“态度”。为了避免對於定义争论不休，学者开始转向舆论应该包含的若干要素：其中“议题”、“公众”和“共同意见”是学者们提出的众多要素的交集。「舆论学」則是研究舆论这种复杂社会现象的交叉学科，它的理论资源来自社会心理学、政治学、社会学以及新闻和传播学。

## 态度与意见的区别
无论如何定义舆论，“意见”始终是舆论研究的核心，也就是舆论的本体，舆论传播所着眼的也是意见的流动问题。意见（opinion）通常是通过与态度（attitude）、信念（belief）和价值（value）尤其是和态度相比较来界定自身的，社会心理学家们把意见定义为：对某种态度、信念或者价值的言语表现 ，拓展开来，意见也可以用行为，例如愤怒地挥拳或者游行等方式表现。通常，学者们从两个方面区别态度和意见之间的差别：
意见一般来说被认为是对于某个具体刺激（某个问题）所作的语言上的或者其它的明显反应，而态度是更基本的总体倾向，它对于一般性的刺激作出有利或者不利的反应。意见主要是取决于当时的形势，而态度对于一个人在多种形势下更持久地发挥作用。其次，意见被认为具有更少的感性，并且在其构成中多少缺乏情感......态度是一种直接的、直观的定向，而意见是在一个社会母体里在各种选择性方案之间经过慎重考虑后产生的理性抉择 。
简要地说，态度是反应的倾向，而意见则是某种反应。

## 輿情監測
輿情監測在中华人民共和国互联网及市民社會的發展上，成為新興產業來進行網路行銷的市場情報基礎，也標誌著官方更為主動的發展策略，以市場及政策手段來提高官方新聞機構的公共吸引力及支持。
公共危機事件爆發時，相關訊息會在短時間內迅速傳播，引起群眾的廣泛關注，透過社群聆聽關注輿情，能幫助政府或企業第一時間掌握訊息，密切關注事態發展，加強溝通，並可擬定危機預警方案。